# Watching the Wheels
Watching the Wheels è un singolo postumo di John Lennon, pubblicato nel 1981 ed estratto dall'album Double Fantasy pochi mesi dopo la morte di Lennon.

## Descrizione
La prima stesura del brano risale al 1978 e si intitolava I'm Crazy, aveva la melodia definitiva di quella che diventerà poi Watching the Wheels ma un testo leggermente differente. A sua volta il brano derivava da una primissima stesura di una canzone intitolata Emotional Wreck abbozzata da Lennon nel 1977. Nella sua versione finale, la canzone sembrerebbe trattare, secondo una delle interpretazioni possibili, del "congedo" di Lennon da coloro che erano sconcertati dai suoi anni di ritiro mediatico (1975-1980) seguiti al suo abbandono della scena musicale. Durante questo periodo, rimase lontano dal settore della musica occupandosi in prevalenza di crescere il figlio Sean. Il testo della canzone, è una sorta di inno alla pigrizia, che rimanda inevitabilmente ad altre composizioni di Lennon con i Beatles come I'm Only Sleeping, dove Lennon rivendica il diritto di passare le sue giornate semplicemente "watching shadows on the wall" (osservando le ombre sulla parete), lasciando fuori dalla sua vita gli affanni e lo stress del music business. La seconda strofa della canzone sembra contenere un'allusione al Mito della caverna di Platone.
Il brano fu il terzo e ultimo singolo estratto da Double Fantasy, e raggiunse la decima posizione in classifica negli Stati Uniti e la 30ª in Gran Bretagna.

## Copertina singolo
La copertina del singolo consiste in una fotografia della coppia Lennon/Ono scattata da Paul Goresh, un fotografo fan di Lennon diventato celebre per aver poi scattato anche la famigerata foto di John che autografa una copia di Double Fantasy al suo assassino, Mark David Chapman, poche ore prima che egli lo uccidesse. Entrambe le foto furono prese nello stesso posto, all'ingresso del Dakota Building. Successivamente, dopo aver sparato a Lennon, Chapman venne registrato dalla polizia mentre citava una frase del testo di Watching the Wheels: «People say I'm crazy» ("la gente dice che sono pazzo"). Questa registrazione venne utilizzata dalla band EMF per la traccia Lies presente sul loro album del 1991 Schubert Dip, sebbene le immediate proteste da parte dei legali di Yoko Ono costrinsero il gruppo a togliere il sample audio dalle successive stampe del disco.

## Tracce singolo
GEF 49695
1. Watching the Wheels - 3:30
2. Yes, I'm Your Angel (Yōko Ono) - 3:08

## Formazione
- John Lennon - voce, tastiere
- Earl Slick, Hugh McCracken - chitarra solista
- Tony Levin - basso
- George Small - tastiere
- Michelle Simpson, Cassandra Wooten, Cheryl Mason Jacks, Eric Troyer - cori
- Andy Newmark - batteria
- Matthew Cunningham - Hammer dulcimer
- Arthur Jenkins - percussioni

## Cover
Della canzone vennero fatte delle reinterpretazioni da:
- Gwen Guthrie nel 1992
- Matisyahu nell'album Instant Karma: The Amnesty International Campaign to Save Darfur (2007)
- Charly García nel 2007 sotto lo pseudonimo "Mirando las ruedas" sul suo album Kill Gil
- Chris Cornell nell'album No One Sings Like You Anymore, Vol. 1 (2020)